# اندیس تالک و تالک شیست (دریژان)
تالک و تالک شیست (دریژان) یک اندیس غیرفلزی است که در حوالی شهر شازند استان لرستان قرار دارد و مادهٔ معدنی موجود در آن، تالک است.سنگ میزبان این اندیس دولومیت است و دیرینگی آن به دوران پرمین می‌رسد. در این اندیس، پاراژنز‌های سیلیس(SiO۲) یافت می‌شوند.
اکتشاف این محدوده در سال 1393 توسط مهندس نیما جلالی زاده انجام پذیرفت که موجب راه اندازی کارگاه تالک معادن دریزان دورود شد